# Monti Seminskij
I monti Seminskij (in russo: Семинский хребет, Seminskij chrebet) sono una catena montuosa nella parte nord-occidentale dei monti Altaj, nella Siberia meridionale. Si estende nel territorio di tre rajon: Ongudajskij, Šebalinskij e Čemal'skij, della Repubblica dell'Altaj, e nell'Altajskij rajon del Territorio dell'Altaj, in Russia.

## Geografia

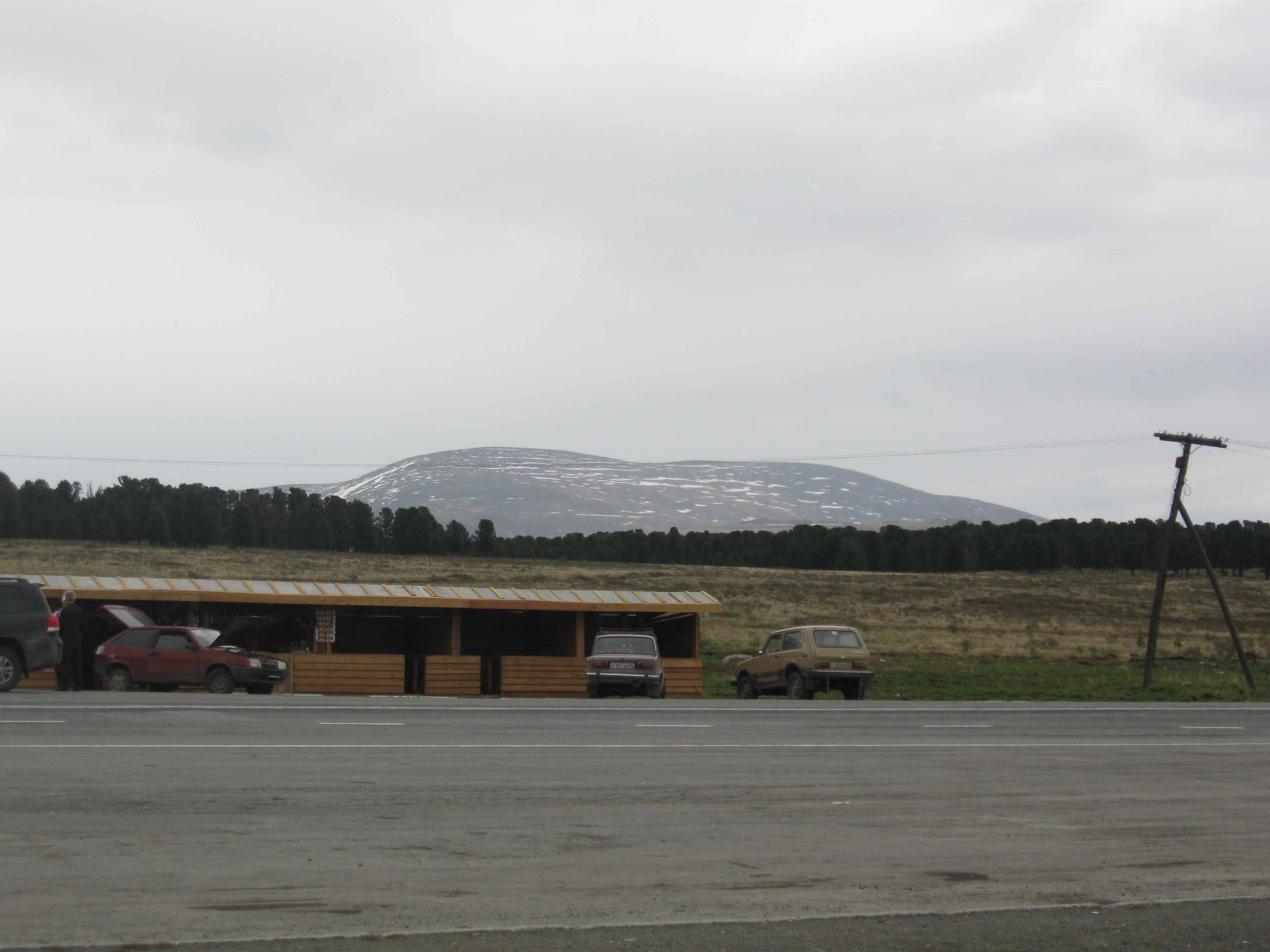
Veduta del monte Sarlyk dal passo Seminskij

La catena montuosa si trova principalmente lungo la riva sinistra del fiume Katun' e si allunga per circa 120 km. La cima più alta è il monte Sarlyk (2 506 m o 2 507 m) Le montagne sono composte principalmente da rocce metamorfiche, granito, diorite e scisto. Sulle pendici si trovano foreste di larici e Cedrus, e sulle cime della parte meridionale la tundra rocciosa.
I principali corsi d'acqua che hanno origine dai Seminskij sono il Sema e la Pesčanaja. Il fiume Sema scende dal passo Seminskij (Семинский перевал) dove la strada R256 detta "Čujskij trakt" attraversa la catena a ovest del monte Sarlyk. 